# 劉家良
劉家良（英語：Lau Kar Leung，1934年7月28日—2013年6月25日），香港邵氏電影公司著名武打明星及導演。2010年，榮獲第29屆香港電影金像獎終身成就獎，表揚他將武術電影發揚光大，貢獻良多。2013年6月25日，劉家良因為血癌病逝於沙田仁安醫院。
其父劉湛為黃飛鴻之徒孫
。劉家良與第二任妻子翁靜晶育有兩女，長女劉萬儀（Jeanne）曾就讀沙田學院（國際學校），曾參演亞洲電視劇集《殭屍道長II》，畢業於劍橋大學法律系，次女劉幸儀（Rosemary）曾就學香港國際學校，亦為法律系畢業。

## 生平

### 早期生涯
劉家良出身武術世家，父親劉湛是黃飛鴻的再傳弟子，也是早期粵語電影黃飛鴻系列中著名的武師、武術指導、演員。劉家良九歲開始隨父親學武，得其真傳。後對中國各門派武術均有鑽研，領悟力強，是故學術淵博。
1950年，隨父進入電影界，起初從臨時演員及龍虎武師做起，參與的第一部影片是《關東小俠》。演過數以百計的電影，僅黃飛鴻系列就演了幾十部，重要的有《黃飛鴻花地搶炮》、《黃飛鴻怒吞十二獅》、《黃飛鴻龍舟奪錦》等片。1963年，他與唐佳合作，在《南龍北鳳》一片中初任武術指導。
成名作是於1965年由長城公司所製作的《雲海玉弓緣》，其表現十分出色。隨後與唐佳一同受邵氏公司聘為武術指導，首先參與徐增宏的《江湖奇俠》與《琴劍恩仇》，繼與張徹合作《邊城三俠》、《金燕子》等。自此便和唐佳一起長期擔任張徹影片的武術指導，出色影片有《馬永貞》、《仇連環》、《洪拳與詠春》、《少林五祖》、《洪拳小子》等。
1974年，他與張徹合作在《方世玉與洪熙官》一片中展開正宗國術的路線。但在同年，離開張徹。

### 轉任導演
1975年，劉家良在邵氏公司正式當導演，開拍《神打》，獲得成功，不僅使他的導演地位穩固，而且使其他的武術指導紛紛仿效。劉家良堅持李小龍之後的正宗國術／真實武打的路子，強烈地表現出華南文化與傳統的根。
劉家良是第一位由武術指導升任導演者，他的電影大都成功，而又與眾不同。因為劉家良的作品，都能使武術與情節化為一體。像《洪熙官》的夫婦洞房、父子鬥法等妙趣，都能以武術來表現，該片還觸及較深奧的氣功和打（點）穴。《少林三十六房》最出色處是很有電影趣味地詳述全面的基本練功程序，以眼、耳、頭、手、腳而至十八般武藝。《爛頭何》則不重實技，而進行各式表演性武打的實驗，包括試招、搏殺、突襲，以武打動作來表現喜怒哀樂及人生種種情態。

### 顛覆傳統
在這些影片中，有兩部是關於黃飛鴻的影片，是顛覆了傳統師徒心理結構。於1950年代至1960年代中由關德興主演的80多部黃飛鴻影片，黃飛鴻成為「師傅」的代表，一位處於力量顛峰的成熟男子。而劉家良的第一部關於黃飛鴻影片──《陸阿采與黃飛鴻》，則打破這種傳統的觀念。他使黃飛鴻從師父變成弟子，而且必須在這種師徒關係中力求上進，以習得武功。這部影片影響兩年後，由袁和平所拍的《醉拳》，由成龍飾演放縱鬧事的少年黃飛鴻。
在內容方面，劉家良著重中國武術的歷史與家族傳統，探討父子，尤其是師徒關係及其心理觀念，有相當獨到的表現，從而引人注目。自1975年起，劉家良導演了19部功夫片，公認是香港武俠電影發展史上一位影響重大的人物。自1960年代中的「新派武俠」，以至1970年代的正宗少林拳術和功夫喜劇，他都是處於影響潮流的地位。在香港的武俠片導演裡，他的作品表現出強烈的個人風格，公認是真正懂得中國武術且影片深具傳統武德精神及家族觀念的導演。1994年憑《醉拳2》榮獲第14屆香港電影金像獎最佳動作指導獎和第31屆金馬獎最佳動作指導獎。2005年憑《七劍》榮獲第42屆金馬獎最佳動作設計獎。
劉家良因患血癌，於2013年6月25日十時在香港沙田仁安醫院病逝，享壽七十八歲。根據醫院公布，劉家良是在家人陪伴下安詳離世。

## 作品

### 電影
| 年代       | 片名               | 角色                | 職務                       | 合作演員 / 備註 |
| 1963       | 南龙北凤           |                     | 武術指導                   | |
| 1963       | 火燒紅蓮寺上集     |                     | 演員                       | 曹達華、蕭芳芳、于素秋 |
| 1963       | 火燒紅蓮寺下集     |                     | 演員                       | 曹達華、蕭芳芳、于素秋 |
| 1964       | 情俠情仇           |                     | 演員                       | 謝賢、嘉玲、于素秋 |
| 1964       | 柳葉刀             |                     | 武術指導                   | 張活遊、夏娃 |
| 1965       | 如來神掌怒碎萬劍門 |                     | 武術指導                   | 曹達華、于素秋 |
| 1965       | 閻王令             |                     | 武術指導                   | 石堅、周驄 |
| 1965       | 鸳鸯劍侠           |                     | 武術指導                   | |
| 1966       | 女殺手             |                     | 武術指導                   | 陳寶珠、南紅 |
| 1966       | 江湖奇侠           |                     | 武術指導                   | |
| 1966       | 虎侠歼仇           |                     | 武術指導                   | |
| 1966       | 雲海玉弓緣         |                     | 武術指導                   | 平凡、王葆真 |
| 1966       | 边城三侠           |                     | 武術指導                   | 王羽、羅烈、秦萍、鄭雷、杜娟 |
| 1967       | 花月佳期           |                     | 武術指導                   | 沈殿霞、葉青 |
| 1967       | 獨臂刀             | 巴雙                | 武術指導、演員             | 王羽、焦姣、潘迎紫、田豐 |
| 1967       | 琴剑恩仇           |                     | 武術指導                   | |
| 1967       | 断肠剑             |                     | 武術指導                   | |
| 1968       | 金燕子             |                     | 武術指導                   | 王羽、鄭佩佩、羅烈、趙心妍、楊志卿 |
| 1968       | 大刺客             |                     | 武術指導                   | 王羽、焦姣、李香君、田豐、黃宗迅 |
| 1968       | 天狼寨             |                     | 武術指導                   | 陳寶珠、雪妮、曾江 |
| 1968       | 鐵血火龍令         |                     | 演員                       | 蕭芳芳、張英才、于素秋 |
| 1968       | 保镖               |                     | 武術指導                   | |
| 1968       | 死角               |                     | 武術指導                   | 狄龍、李菁、姜大衛、陳燕燕 |
| 1968       | 独臂刀王           | 通臂刀王元謙        | 武術指導、演員             | 王羽、焦姣、谷峰、田豐 |
| 1968       | 大盗歌王           |                     | 武術指導                   | |
| 1970       | 十三太保           |                     | 武術指導                   | 狄龍、姜大衛、王鍾 |
| 1970       | 游侠儿             |                     | 武術指導                   | 姜大衛、李麗麗、張佩山 |
| 1971       | 双侠               |                     | 武術指導                   | 狄龍、姜大衛、谷峰、陳星、楊斯 |
| 1971       | 拳击               |                     | 武術指導                   | 狄龍、姜大衛、井莉、劉蘭英 |
| 1971       | 无名英雄           |                     | 武術指導                   | 狄龍、姜大衛、井莉 |
| 1971       | 大决斗             |                     | 武術指導                   | 狄龍、姜大衛、汪萍、虞慧 |
| 1971       | 新独臂刀           |                     | 武術指導                   | 姜大衛、狄龍、李菁、谷峰 |
| 1972       | 天下第一拳         |                     | 武術指導                   | 羅烈、施思、王金鳳 |
| 1972       | 四骑士             |                     | 武術指導                   | 狄龍、姜大衛、陳觀泰、王鍾、倉田保昭 |
| 1972       | 仇连环             |                     | 武術指導                   | 陳觀泰、井莉、田菁 |
| 1972       | 快活林             |                     | 武術指導                   | 狄龍、朱牧、田青、于楓 |
| 1972       | 年轻人             |                     | 武術指導                   | 姜大衛、狄龍、陳觀泰、陳美齡、陳依齡 |
| 1972       | 林冲夜奔           |                     | 武術指導                   | |
| 1972       | 水浒传             |                     | 武術指導                   | 狄龍、姜大衛、岳華、丹波哲郎、何莉莉、金峰、谷峰 |
| 1972       | 恶客               |                     | 武術指導                   | 姜大衛、狄龍、陳星、井莉、倉田保昭 |
| 1972       | 马永贞             |                     | 武術指導                   | 陳觀泰、姜大衛、井莉、馬蘭奴 |
| 1973       | 大刀王五           |                     | 武術指導                   | 陳觀泰、貝蒂、李修賢、岳華、李麗麗 |
| 1973       | 大海盗             |                     | 武術指導                   | 狄龍、姜大衛、於楓 |
| 1973       | 潮洲怒汉           |                     | 武術指導                   | 譚道良、林鳳嬌 |
| 1973       | 刺马               |                     | 武術指導                   | 狄龍、姜大衛、陳觀泰、井莉 |
| 1973       | 愤怒青年           |                     | 武術指導                   | 王鍾、李麗麗、貝蒂、樊梅生 |
| 1974       | 獨臂拳王大破血滴子 |                     | 武術指導                   | 王羽、金剛、劉家榮 |
| 1974       | 少林五祖           |                     | 武術指導                   | 狄龍、姜大衛、傅聲、戚冠軍、孟飛 |
| 1974       | 哪咤               |                     | 武術指導                   | 傅聲 |
| 1974       | 洪拳与咏春         |                     | 武術指導                   | 傅聲、戚冠軍、梁家仁、王龍威、陳依齡、劉家輝 |
| 1974       | 朋友               |                     | 武術指導                   | |
| 1974       | 少林子弟           |                     | 武術指導                   | 陳觀泰、傅聲、戚冠軍 |
| 1974       | 五虎将             |                     | 武術指導                   | 狄龍、陳觀泰、姜大衛、李修賢、王鍾 |
| 1974       | 方世玉与洪熙官     |                     | 武術指導                   | 傅聲、陳觀泰、方心、朱牧 |
| 1974       | 怪人怪事           |                     | 武術指導                   | 姜大衛、金霏、李琳琳、盧迪 |
| 1975       | 马哥波罗           |                     | 武術指導                   | 傅聲、戚冠軍、施思、李察哈里遜 |
| 1975       | 神打               |                     | 導演、武術指導             | 汪禹、史仲田、田青、陳觀泰 |
| 1975       | 少林寺             |                     | 武術指導                   | 狄龍、姜大衛、傅聲、戚冠軍、劉永、岳華、施思 |
| 1975       | 方世玉与胡惠乾       |                     | 武術指導                   | 傅聲、戚冠軍、梁家仁、蔡弘 |
| 1975       | 洪拳小子           |                     | 武術指導                   | 傅聲、戚冠軍、江島 |
| 1975       | 荡寇志             |                     | 武術指導                   | 狄龍、姜大衛、岳華、陳觀泰、李修賢、陳惠敏、鍾玲玲、于楓、何莉莉、丹波哲郎 |
| 1976       | 陸阿采與黃飛鴻     | 甄二虎              | 導演、武術指導、演員       | 劉家輝、陳觀泰、汪禹、劉家榮、李麗麗 |
| 1977       | 洪熙官             |                     | 武術指導                   | 陳觀泰、羅烈、李麗麗、劉家輝、汪禹 |
| 1977       | 楚留香             |                     | 武術指導                   | 狄龍、苗可秀、岳華、貝蒂 |
| 1973或1978 | 殺出重圍           |                     | 武術指導                   | 劉家輝、李琳琳、石天 |
| 1978       | 少林三十六房       |                     | 導演、武術指導             | 劉家輝、姜南、李海生、沈勞 |
| 1978       | 螳螂               |                     | 導演、武術指導             | 姜大衛、黃杏秀、李麗麗、劉家輝 |
| 1978       | 中華丈夫           | 乞丐                | 導演、武術指導、演員       | 劉家輝、倉田保昭、水野結花 |
| 1979       | 瘋猴               |                     | 導演、武術指導、演員       | 小侯、惠英紅、羅烈 |
| 1979       | 茅山殭屍拳         |                     | 導演、武術指導             | 劉家輝、黃杏秀、汪禹 |
| 1979       | 爛頭何             |                     | 導演、武術指導             | 劉家輝、汪禹、羅烈、惠英紅 |
| 1979       | 一胆二力三功夫     |                     | 武術指導                   | 劉家輝、李海生、尤翠玲、羅烈 |
| 1980       | 少林搭棚大師       |                     | 導演、武術指導             | 劉家輝、王龍威、小侯、楊菁菁 |
| 1980       | 長輩               | 余正全              | 導演、武術指導、演員、編劇 | 小侯、惠英紅、王龍威 ∗惠英紅憑本片榮獲第1屆香港電影金像獎最佳女主角 |
| 1980       | 洪文定三破白蓮教   |                     | 武術指導                   | 劉家輝、羅烈、王龍威、惠英紅 |
| 1981       | 武館               |                     | 導演、武術指導             | 劉家輝、王龍威、小侯、惠英紅 |
| 1982       | 十八般武藝         | 雷公                | 導演、武術指導、演員、編劇 | 小侯、惠英紅、王龍威 |
| 1982       | 御貓三戲錦毛鼠     |                     | 導演、武術指導             | 鄭少秋、傅聲、劉家輝、惠英紅 |
| 1983       | 掌門人             | 王俠魂              | 導演、武術指導、演員、編劇 | 惠英紅、劉家輝、小侯 ∗片中惠英紅飾演的角色、是一個由外國回來的武術高手，但她的武功習合中西武術，並非中國武術界所認同的武學正宗，這個角色的塑造設計，被一些影迷認為影射李小龍。 |
| 1984       | 五郎八卦棍         |                     | 導演、武術指導、演員、編劇 | 劉家輝、傅聲、王龍威 |
| 1985       | 霹靂十傑           |                     | 導演、武術指導、演員、編劇 | 劉家輝、傅聲、王龍威 |
| 1986       | 南北少林           |                     | 導演、武術指導             | 李連杰、黃秋燕、胡堅強、于承惠 |
| 1987       | 橫財三千萬         |                     | 武術指導、演員             | 曾志偉、麥嘉、林青霞 |
| 1987       | 凶貓               |                     | 演員                       | 鄭浩南、鄧麗盈、王晶 |
| 1988       | 老虎出更           |                     | 導演、武術指導             | 周潤發、李元霸、利智 |
| 1988       | 龍之家族           |                     | 武術指導                   | 柯俊雄、焦姣、譚詠麟、劉德華、湯鎮業 |
| 1988       | 烈血風雲           | 良哥                | 演員                       | 徐少強、劉家輝、楚原、沈威 |
| 1989       | 群龍戲鳳           |                     | 演員                       | 洪金寶、莫少聰、孟海、周比利 ∗片中劉家良與洪金寶的棍戰，被一些影迷推崇為棍戰經典。                                                                                             |
| 1989       | 新最佳拍檔         |                     | 導演、武術指導             | 許冠杰、張國榮、李元霸、麥嘉 |
| 1990       | 老虎出更2          |                     | 導演、武術指導             | 李修賢、李元霸、張耀揚、徐少強、劉家輝 |
| 1991       | 豪門夜宴           |                     | 演員                       | 香港全體演員 ∗香港演藝圈在1991年為華南水災而拍攝的賑災電影。 |
| 1992       | 雙龍會             | 醫生                | 演員                       | 成龍、張曼玉、泰迪羅賓、利智、王龍威 |
| 1992       | 蝎子戰士           | 青龍幫第一殺手 斷龍 | 武術顧問、演員             | 錢嘉樂、羅美薇 |
| 1993       | 忍者龜第三集       |                     | 武術指導                   | |
| 1993       | 赤腳小子           |                     | 武術指導                   | 郭富城、張曼玉、狄龍 |
| 1994       | 醉拳II             | 福民祺              | 導演、武術指導、演員       | 成龍、梅艷芳、狄龍、黃日華 |
| 1994       | 醉拳III            |                     | 導演、武術指導、演員、編劇 | 劉德華、李嘉欣、季天笙、鄭少秋 |
| 2003       | 醉馬騮             | 文彪                | 導演、武術指導、演員       | 姚瑤、劉永健、吳京、劉家輝、戚冠軍 |
| 2005       | 七劍               | 傅青主              | 武術指導、演員             | 黎明、甄子丹、張靜初、楊采妮、陸毅 |

### 電視劇（亞洲電視）
- 1992年：李小龍傳（又名：龍在江湖） 飾演 李百川

### 電視劇（新加坡）
- 1996年：掌门人1996 飾演 刘传宗

## 弟子
- 劉家勇（外甥）
- 劉家輝（同時是義弟）
- 汪禹
- 傅聲
- 鄭少秋
- 小侯
- 楊菁菁
- 惠英紅
- 麥德羅
- 冼國林
- 吳育樞

## 備註
1. ↑  有說《殺出重圍》是劉家輝於1973年所拍第一套電影，但據香港電影資料館，該片上映於1978年6月，而1978年的報章確實刊有該片上映訊息。

## 外部連結
- 劉家良在香港影庫上的簡介
- 劉家良在互联网电影资料库（IMDb）上的資料（英文）
- 劉家良在豆瓣上的资料（简体中文）
- 劉家良在时光网上的簡介（简体中文）